# Kronowo (wieś w powiecie giżyckim)
Kronowo (niem. Kronau) – wieś w Polsce położona w województwie warmińsko-mazurskim, w powiecie giżyckim, w gminie Ryn.
W latach 1975–1998 miejscowość należała administracyjnie do województwa suwalskiego.
Wieś położona jest nad jeziorem Dejguny.

## Części wsi
| SIMC    | Nazwa    | Rodzaj     |
| ------- | -------- | ---------- |
| 0767606 | Grzybowo | przysiółek |

## Historia
Wieś wymieniana była po raz pierwszy w roku 1440 z okazji lokacji pobliskiego Grzybowa. Dnia 4 maja 1477 komtur Pokarmina Bernhard von Balzhofen nadał tu majątek służebny dwom braciom Mikołajowi i Maćkowi. W roku 1539 w Kronowie było pięć dużych gospodarstw chłopskich.
W latach 1954–1972 Kronowo należało do gromady w Sterławkach Wielkich.
W roku 1970 mieszkało tu 141 osób.